# Euploea wallengernii
Euploea wallengernii är en fjärilsart som beskrevs av Felder 1865. Euploea wallengernii ingår i släktet Euploea och familjen praktfjärilar. Inga underarter finns listade i Catalogue of Life.